# Limberget
Limberget är ett naturreservat i Järnboås socken i Nora kommun.
I norra delen av reservatet finns ett igenvuxet gammalt dagbrott. Skogen vid Limberget är idag mycket gammal med många döda träd. I naturreservatet finns många sällsynta arter av växter och djur. Flera gamla vilt- och kolarstigar finns som löper genom skogen. Informationstavlor finns i både sydvästra och nordöstra delen av reservatet.